# Wyeomyia lutzi
Wyeomyia lutzi is een muggensoort uit de familie van de steekmuggen (Culicidae). De wetenschappelijke naam van de soort is voor het eerst geldig gepubliceerd in 1930 door da Costa Lima.